# Epacrophis boulengeri
Espèce
Synonymes
- Glauconia boulengeri Boettger, 1913
- Leptotyphlops boulengeri (Boettger, 1913)

Statut de conservation UICN

 DD  : Données insuffisantes
Epacrophis boulengeri est une espèce de serpents de la famille des Leptotyphlopidae.

## Répartition
Cette espèce est endémique du Kenya. Elle se rencontre sur les îles Manda et Lamu.

## Étymologie
Cette espèce est nommée en l'honneur de George Albert Boulenger.

## Publication originale
- Boettger, 1913 : Reptilien und Amphibien von Madagascar, den Inseln und dem Festland Ostafrikas. in Voeltzkow, Reise in Ost-Afrika in den Jahren 1903-1905 mit Mitteln der Hermann und Elise geb. Heckmann-Wentzel-Stiftung. Wissenschaftliche Ergebnisse. Systematischen Arbeiten. vol. 3, no 4, p. 269-376 (texte intégral).